# Punk-O-Rama (album)
Punk-O-Rama is een compilatiealbum uitgebracht door Epitaph Records in 1994. Op het album staan zestien nummers van twaalf bands die bij het label spelen. Dit album was het eerste in de Punk-O-Rama-reeks die doorliep tot 2005.

## Nummers
1. "Do What You Want" - Bad Religion
2. "Don't Call Me White" - NOFX
3. "Hyena" - Rancid
4. "Session" - The Offspring
5. "Dying to Know" - Pennywise
6. "I Wanna Riot" - Rancid
7. "Riot City" - Total Chaos
8. "Crooked Bird" - Gas Huffer
9. "We're Back, We're Pissed" - RKL
10. "Jennifer Lost the War" - The Offspring
11. "Bright Green Globe" - Down by Law
12. "Open Door" - Pennywise
13. "Crack in the Universe" - Wayne Kramer
14. "Liza and Louise" - NOFX
15. "My Wall" - Ten Foot Pole
16. "Reality is a Ride on the Bus" - SNFU